# Ottevaere
Ottevaere is een familienaam, die zijn oorsprong vindt in het zuiden van het oude Graafschap Vlaanderen. Er bestaat een dichte uitzaaiing in de regio Doornik-Kortrijk-Oudenaarde.

## Betekenis van de familienaam
De naam Ottevaere is Oud-Vlaams voor ooievaar.
Als verklaring voor het gebruik van deze naam, zijn er twee theorieën gangbaar:
1. Destijds was de ooievaar een vogel die veel meer voorkwam dan vandaag. De vogel nestelde zich in bomen, maar ook op daken en schoorstenen. Zo is het heel waarschijnlijk dat de familie wonend in een huis waar een of meerdere ooievaars hun nest hadden, voortaan Ottevaere werden genoemd.
2. In oude verhalen werden de kinderen gebracht door een ooievaar. Grote families waar veel kinderen geboren worden, daar landde de ooievaar zo veel dat uiteindelijk de familie de naam Ottevaere kreeg.

## Bekende personen met de naamOttevaere
- (voornaam onbekend) Ottevaere: oprichter van de Compagnie Ottevaere die in Sluis enkele polders ontwikkelt met de naam Ottevaere en Van Dammepolders
- Henri Ottevaere: Brusselse schilder en tekenaar
- Marc Ottevaere: gemeenteraadslid in Oudenaarde tussen 1994 tot 2012
- Katrien Ottevaere: woordvoerster van de politie in Aalst
- Nic Ottevaere: voorzitter Willemsfonds Blankenberge.